# Fjärdingslöv
Fjärdingslöv är en by i Gylle socken på Söderslätt i Trelleborgs kommun, Skåne län. Bebyggelsen ingår i den av SCB avgränsade och namnsatta småorten Gylle och Fjärdingslöv. Fjärdingslöv är beläget norr om Trelleborg.